# Majblomst (slægt)
Majblomst (Maianthemum) er en slægt med ca. 30 arter, der er udbredt i Himalaya, Østasien, Nordasien, Nordamerika, Mellemamerika og Nordeuropa. Det er flerårige, urteagtige planter med jordstængel og en enkelt, opret og bladbærende stængel. Bladene sidder spredt, og de er ovale og helrandede. Blomsterne er samlet i endestillede aks eller klaser. De enkelte blomster er regelmæssige og 4-tallige med hvide kronblade. Frugterne er røde bær.
| Beskrevne arter |

- Majblomst (Maianthemum bifolium)
- Kamtjatkamajblomst (Maianthemum kamtschaticum)
- Almindelig skyggeblomst (Maianthemum racemosum)
- Stjerneskyggeblomst (Maianthemum stellatum)

| Andre arter |

- Maianthemum canadense
- Maianthemum dilatatum
- Maianthemum flexuosum
- Maianthemum fuscum
- Maianthemum japonicum
- Maianthemum oleraceum
- Maianthemum paniculatum
- Maianthemum scilloideum